# Põlva
Põlva (en alemán: Pölwa) es una ciudad (linn) de Estonia, que ocupa un área de 5.5 km ² en el sureste del país. Según estimaciones  para 2007 el municipio poseía una población de 6.515 habitantes. Es la capital del condado de Põlva y sede del municipio de Põlva (Põlva vald).

## Geografía
Põlva se sitúa en el curso inferior del río Ora (en estonio Orajõgi) a orillas de un lago artificial formado con las aguas contenidas de este río en uno de los valles del sudeste de Estonia. La ciudad se sitúa a 25 kilómetros de Võru y a 50 kilómetros de Tartu.

## Historia

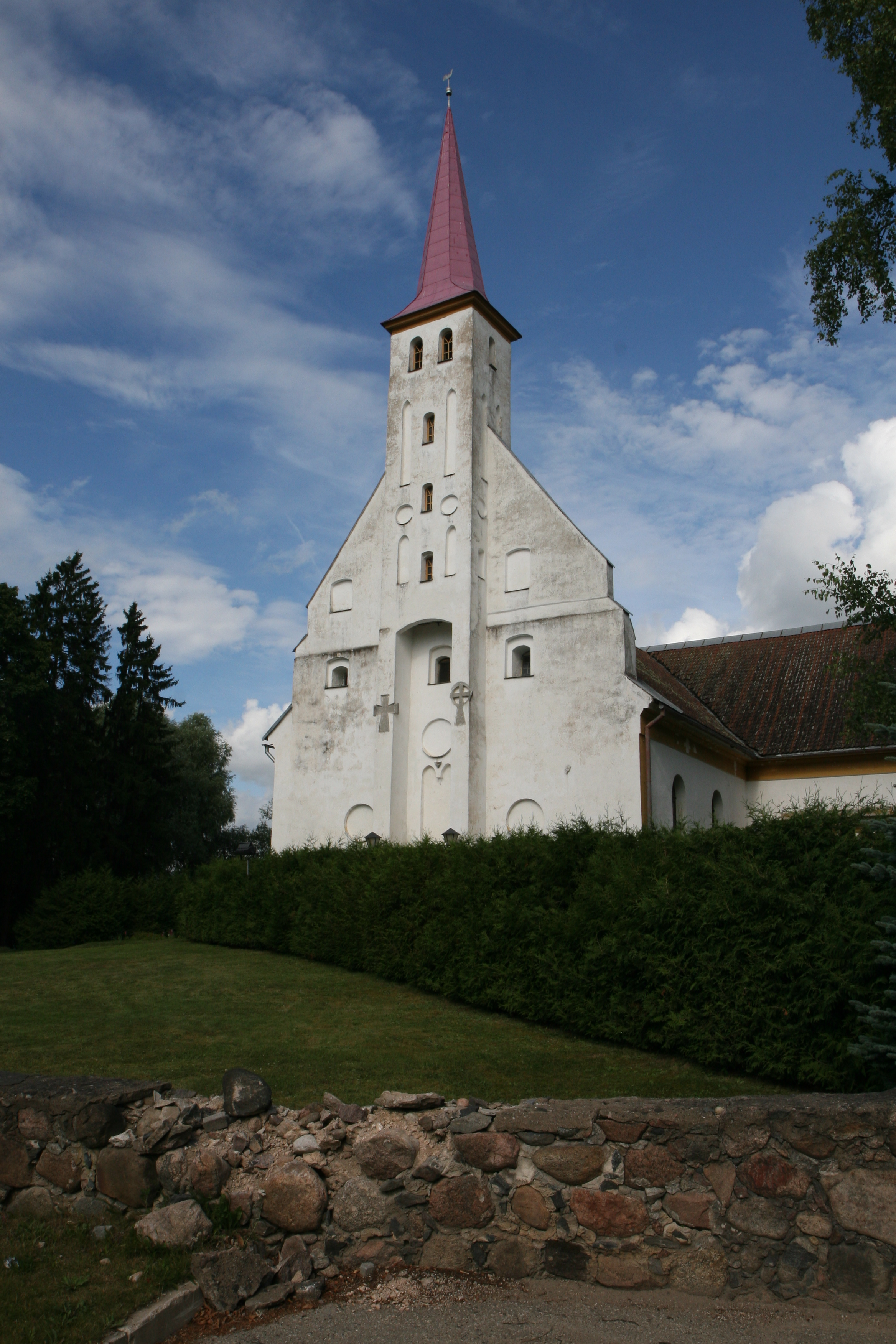
Iglesia de Põlva

La ciudad fue mencionada por primera vez a principios del siglo XIII. Su nombre proviene de la palabra estonia rodilla (põlv), aunque todavía no está clara la razón por la que la ciudad recibió este nombre.
Põlva fue una de las rutas más antiguas de comercio entre el norte y el sur de Livonia.
En 1240, después de la cristianización de Estonia, los monjes de la orden monástica católica del Cister construyeron en el lugar una iglesia, que consagraron a la Virgen María. 
En 1452 el nombre de Põlva fue mencionado por primera vez. 
La pequeña aldea pertenecía entonces al Obispado de Tartu.
En el siglo XVI, como resultado de la Guerra Livona, la aldea de Põlva pasó a control ruso. En 1582 Põlva, así como todo el sur de Estonia, pasó a dominio polaco para más tarde situarse bajo la soberanía de Suecia. Por el tratado de Nystad de 1721, Estonia y Livonia fueron anexadas por Rusia.
Con la declaración de independencia de Estonia en 1918, Põlva adquirió importancia regional y su población experimento un gran crecimiento. En 1931 fue inaugurado el tramo de ferrocarril que pasando por Põlva une Tartu con San Petersburgo. Con él llegaron también las industrias, principalmente la textil. 
El 10 de agosto de 1993 Põlva adquirió los derechos que la convertían en ciudad (linn).

## Turismo
La iglesia de la Virgen María es uno de los lugares de interés turístico de Põlva, la iglesia-pasillo de tres naves construidas entre los siglos XIII y XIV fue totalmente reformada en 1645. Su torre de tejado rojo data de 1460. La primera campana de la iglesia fue fundida en Estocolmo, en 1648. En la iglesia está ubicada una placa en homenaje al folclorista y teólogo estonio Jakob Hurt (1755-1838). 
El pastor que Põlva tuvo de 1781 a 1819, fue el fundador del periodismo estonio, Gustav Adolph Oldekop (1755-1838). También fue pastor de Põlva, de 1820 hasta 1874, Johann Georg Schwartz (1793-1874), uno de los más célebres pedagogos estonios del siglo XIX. 
En el parque forestal de Intsikurmu fueron celebrados entre 1855 y 1857 los primeros festivales de música estonia, participando en el acontecimiento más de 3.500 personas.

## Ciudades hermanadas
| Suecia | Vårgårda |